# Bágyuj Lajos
Bágyuj Lajos (Kolozsvár, 1920. szeptember 24. – 1985) műemlék-restaurátor.

## Élete és pályafutása
Szülővárosában megkezdett tanulmányait Budapesten folytatta, ahol alapos és magas szintű szakmai képzésben részesült az építőipari szakiskolában. Felsőfokú képzésben nem részesült; tudását autodidakta módon, munka közben szerezte. Mivel tudatában volt elméleti ismeretei hiányosságának, egy-egy felújítási feladat elvégzése előtt alaposan tájékozódott a történelmi háttérről és igyekezett a legjobb szakértők véleményét kikérni, erről tanúskodik levelezése Balogh Jolánnal, Entz Gézával, Herepei Jánossal. Gyakran kérte Kelemen Lajos, Köpeczi Sebestyén József és Bíró Vencel véleményét is.
Az 1950-es években felállított Római Katolikus Egyházművészeti Bizottság felállítása jelentős lépés volt az erdélyi műemlékvédelem  területén. A bizottság Kolozsváron a Szent Mihály plébánián működött; elnöke Márton Áron püspök volt, az egyik tagja pedig Bágyuj Lajos.
Bágyuj Lajos legfontosabb munkái a kolozsvári Szent Mihály-templom külső és belső helyreállítási munkálatai (1956–57), a kolozsvári Farkas utcai templom (1958), a kolozsvári ferences templom (1959), a némai református templom (1961), a szászfenesi római katolikus templom és falfestményeinek helyrehozatala (1961–62), a vajdahunyadi vár (1965–68) és a gyulafehérvári székesegyház restaurálása (1967–73). Restaurálási munkálatokról írásban is beszámolt, cikkei szakkönyvekben és szakfolyóiratokban jelentek meg.  A gyulafehérvári vár restaurálása során ő találta meg Martinuzzi Fráter György váradi püspök csontvázát.

## Tanulmányaiból
- Beszámoló a kolozsvári Szent Mihály-templom 1956/57. évi helyreállítási munkálatairól (Kelemen Lajos Emlékkönyv 1957);
- A kolozsvári Farkas utcai református templom 1958. évi restaurálása (Műemlékvédelem, Budapest, 1959, ugyanaz a Református Szemlében, 1968);
- A némai református templom restaurálása (Református Szemle 1962; Műemlékvédelem, Bp. 1964);
- Descoperiri de fresce la Florești (Freskók felfedezése Szászfenesen) Sesiunea Științifică a Direcției Monumentelor Istorice, 1963;
- Vajdahunyad várának restaurálása, 1965-1968 (Korunk 1973/10);
- A gyulafehérvári székesegyház helyreállítása (Korunk 1978/12).